# Emine Bilgin
Emine Bilgin (* 15. Juli 1984) ist eine ehemalige türkische Gewichtheberin.

## Karriere
Bilgin war 2000 Junioren-Europameisterin. Bei den Aktiven gewann sie 2001 gleich bei ihrer ersten Europameisterschaft die Goldmedaille in der Klasse bis 53 kg. Bei den Weltmeisterschaften im selben Jahr wurde sie Vierte. 2002 wurde sie Vize-Europameisterin. Bei den Weltmeisterschaften gewann sie Bronze im Reißen in der Klasse bis 58 kg, im Stoßen hatte sie jedoch keinen gültigen Versuch. 2003 gewann sie bei den Europameisterschaften wieder Silber.
Nach einer längeren Pause nahm Bilgin 2008 wieder an den Europameisterschaften teil und erreichte den fünften Platz in der Klasse bis 53 kg. Bei den Europameisterschaften 2009 gewann sie Bronze und bei den Weltmeisterschaften im selben Jahr wurde sie Siebte. Außerdem war sie bei den Mittelmeerspielen 2009 Dritte im Stoßen. 2010 wurde sie wegen eines Dopingverstoßes für zwei Jahre gesperrt.